# Оперний театр

Оперний театр

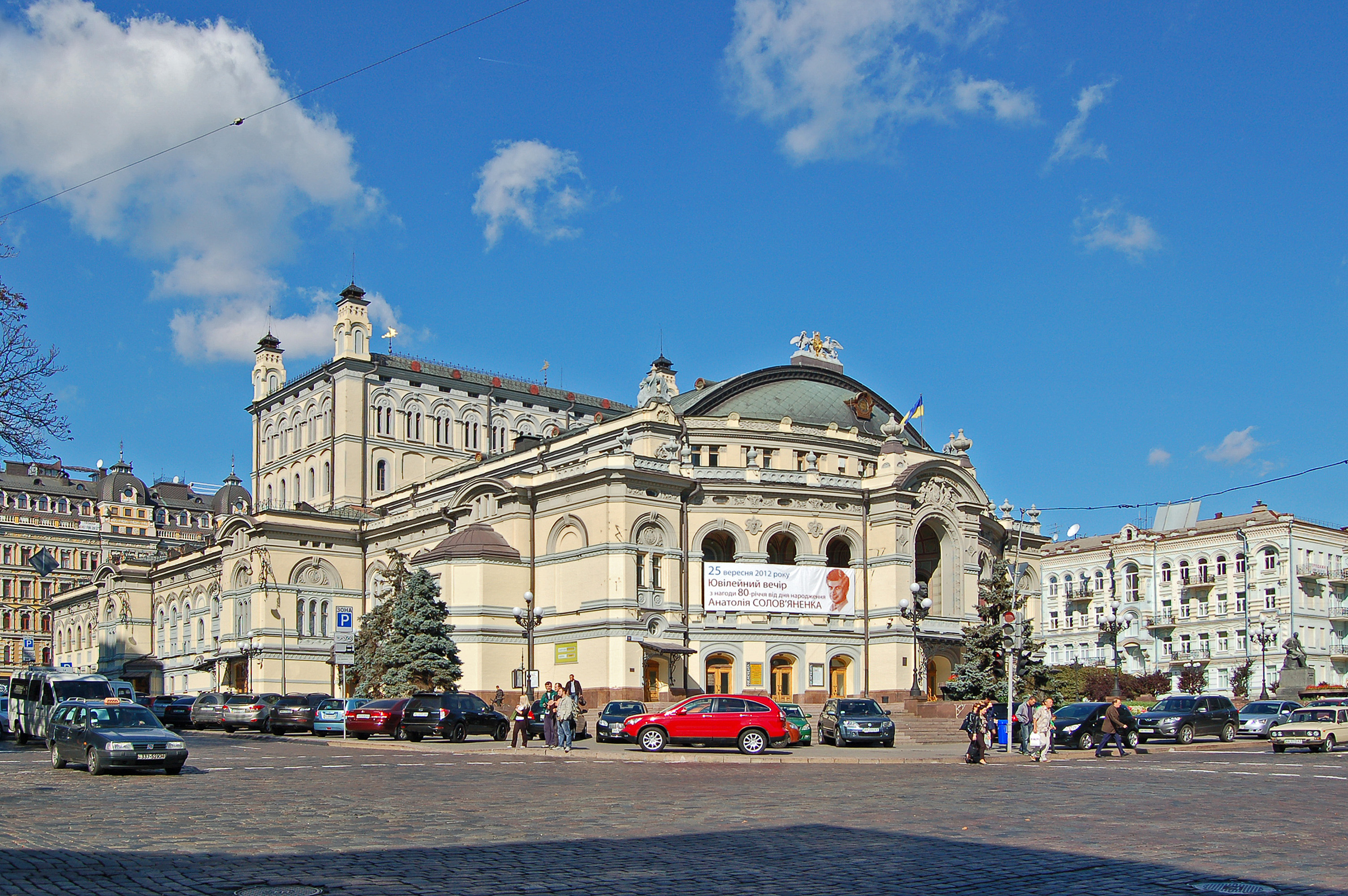
Національний академічний театр опери та балету України імені Тараса Шевченка

Оперний театр — театральна будівля, призначена для виконання оперних постановок, що складається зі сцени, оркестрової ями, зали для глядачів та приміщень для переодягання та зберігання декорацій. Тоді як більшість будівель такого типу призначені виключно для оперних постанов, інші є частинами багатофункціональних культурних центрів.

## Історія виникнення
Перші оперні театри з'явилися в середині XVII століття спочатку у Венеції, а потім в інших містах Італії і призначалися для розваги аристократії.
При будівництві оперних театрів з часу їх виникнення до наших днів використовувалися дві різні тенденції: У класичному ярусному театрі прихильність публіки в ложах мало таку ж значимість, як і те, що відбувається на сцені. Глядацька зала і сцена були яскраво освітлені. Виконавці співали на авансцені, в той час як задня частина сцени служила для змінюваних декорацій. В сучасних театрах використовується вся сцена від рампи до задника сцени, зал для глядачів затемнений і має напівкруглу форму.
Друга важлива тенденція стосується розташування оркестрової ями. У театрі бароко музиканти перебували на одному рівні з партером. Диригент був необов'язковий, так як оркестр і виконавці мали безпосередній контакт. Згодом оркестр став займати все більше місця, в результаті цього з'явилася оркестрова яма. При будівництві Байройтського театру Ріхард Вагнер влаштував спеціальну оркестрову яму для виконання своїх творів. Вона ярусами йде глибоко під сцену і закрита зверху, таким чином, не можна точно встановити джерело звуків, що створює додатковий сценічний ефект.
У XVIII столітті глядачем оперних театрів стала і буржуазія. Оперні театри перетворилися з палацових театрів в державні опери.
Поняття «оперний театр» включає в себе не тільки будівлю театру, а й установу. Під цим можна розуміти як постійну трупу театру (солісти театру, хор, балетна трупа, оркестр, статисти), так і художніх керівників (директор, диригенти, режисери, драматурги, помічники режисера), адміністрація, каси, гардероб і театральні майстерні.

## Найбільші оперні театри світу
За кількістю місць у глядацьких залах, найбільшими оперними театрами світу є

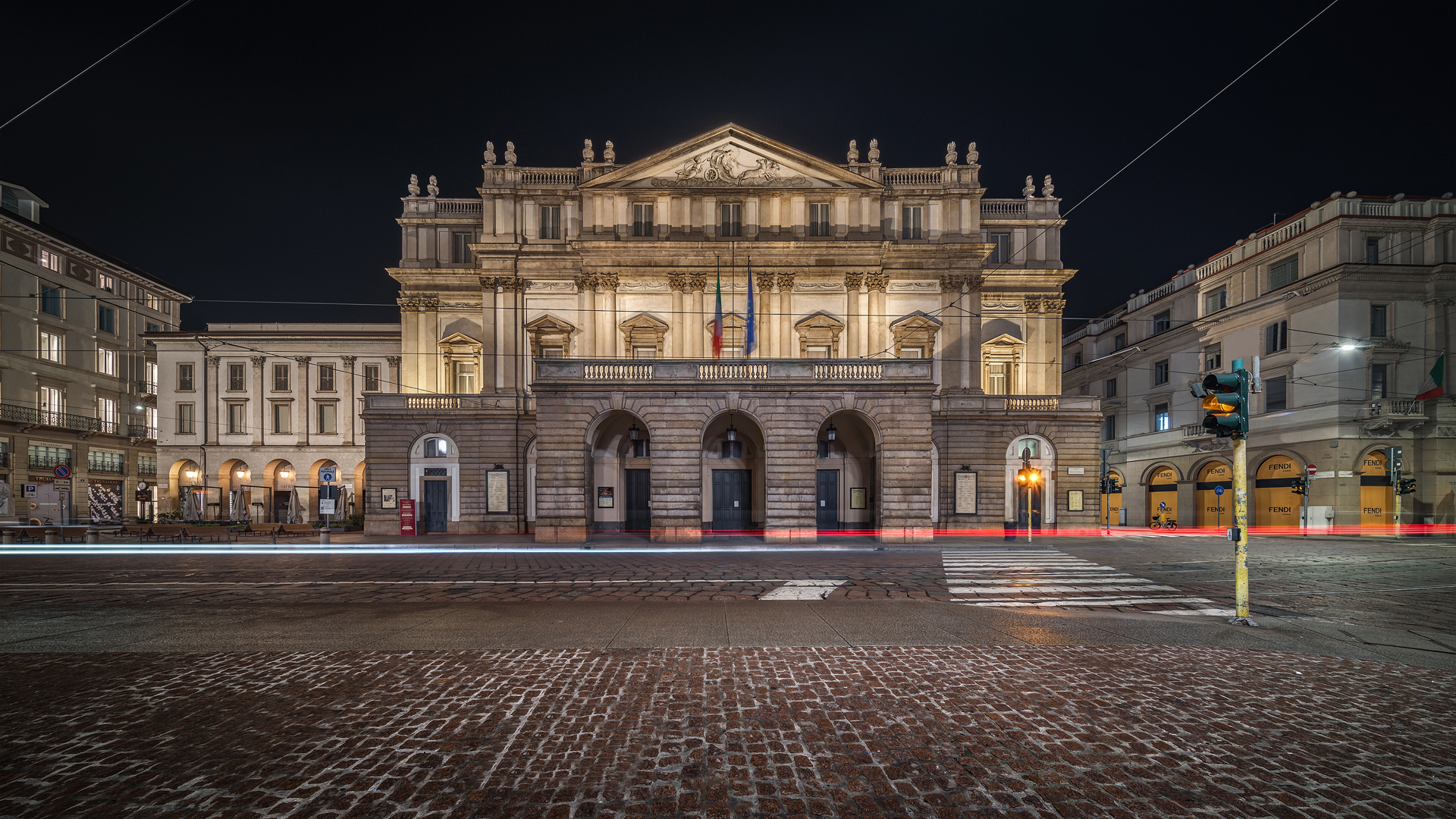
Міланський театр Ла-Скала уночі

- Метрополітен Опера, Нью-Йорк — 3800 місць
- Опера Сан-Франциско — 3146 місць
- Ла Скала, Мілан — 2800 місць
- Гран Театр Лісео, Барселона — 2292 місць
- Ковент-Гарден, Лондон — 2268 місць
- Опера Гарньє, Париж — 2200 місць
- Великий театр у Москві — 2155 місць
- Великий театр у Варшаві — 1828 місць (найбільша за площею сцена)
- Ла Монне, Брюссель — 1700 місць
- Національний академічний театр опери та балету України імені Тараса Шевченка — 1 683 місць
- Сіднейська опера — 1550 місць

## Оперні театри України
Станом на 2009 рік в Україні діє 7 оперних театрів, 3 яких мають статус національних і 3 — державних і 1 — муніципальний:

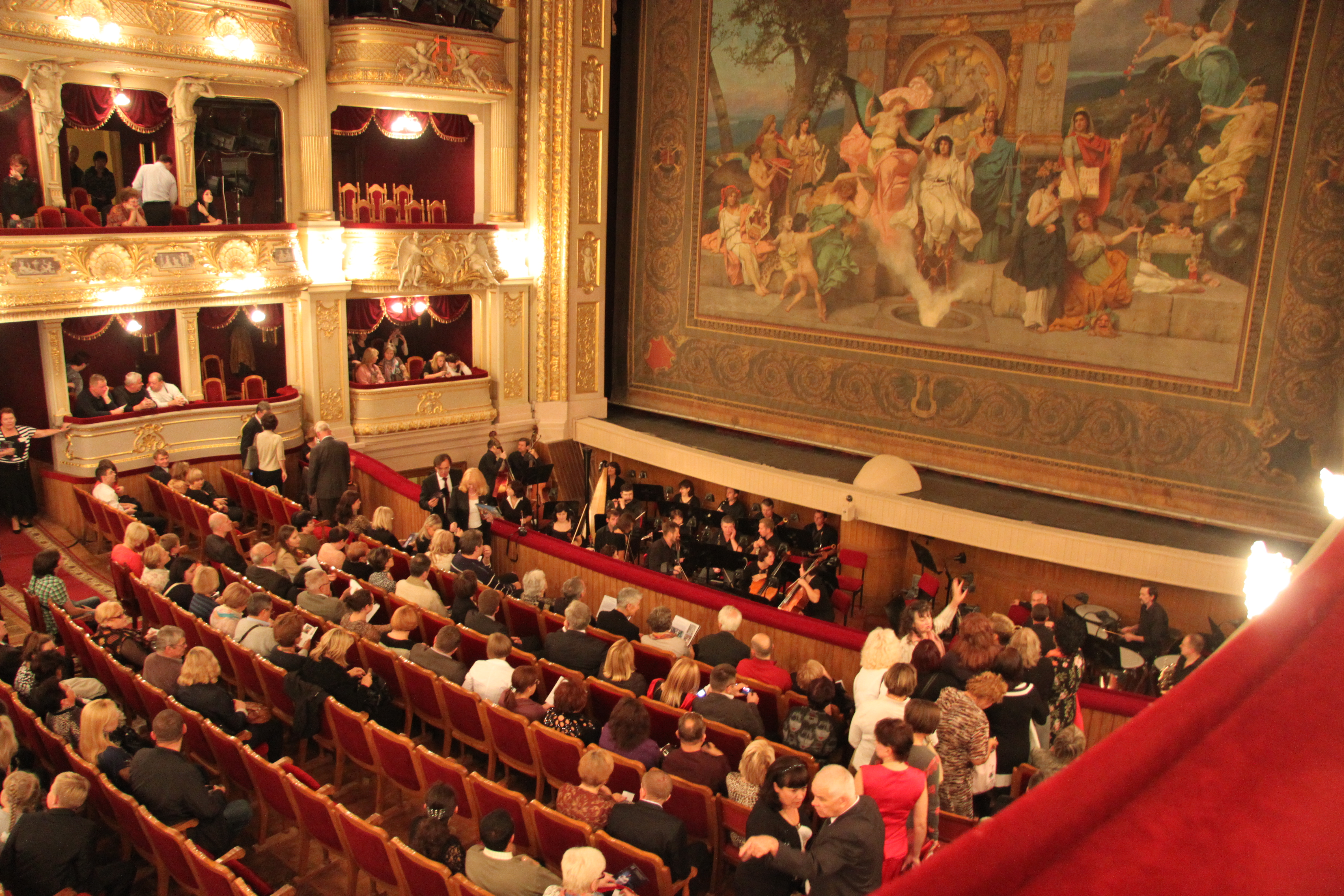
Львівський національний академічний театр опери та балету імені Соломії Крушельницької

- Львівський національний академічний театр опери та балету імені Соломії Крушельницької
- Одеський національний академічний театр опери та балету
- Дніпропетровський державний академічний театр опери та балету
- Донецький академічний державний театр опери та балету імені Анатолія Солов'яненка
- Харківський державний академічний театр опери та балету імені М. В. Лисенка
- Київський муніципальний академічний театр опери та балету для дітей та юнацтва
- Національний академічний театр опери та балету України імені Тараса Шевченка(Київ)